# Pato-de-touca-branca

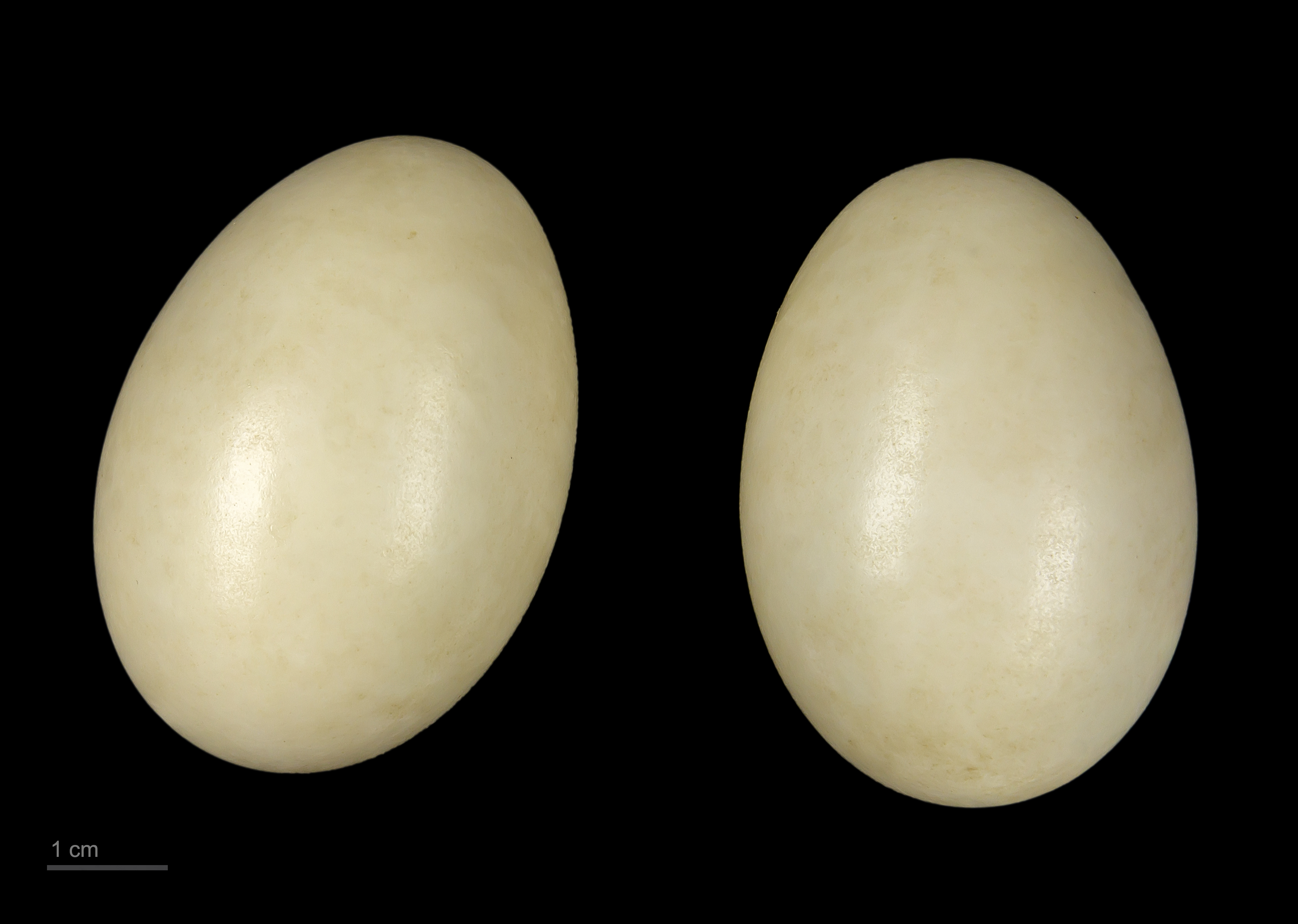
Bucephala albeola - MHNT

Pato-de-touca-branca, olho-dourado-de-touca (Bucephala albeola) ou pato-cabeça-de-boi (Bucephala albeola) é uma ave da família Anatidae. O macho tem a cabeça e os flancos brancos, apresentando uma mancha verde na testa.
Este pato é oriundo da América do Norte (Alasca, oeste do Canadá e noroeste dos Estados Unidos), sendo muito raro na Europa.

## Subespécies
A espécie é monotípica (não são reconhecidas subespécies).